# I'm Going to Tell You a Secret (film)
I'm Going to Tell You a Secret è un film documentario diretto da Jonas Åkerlund del 2004 (ma uscito in DVD solo nel 2006).
Il film racconta i retroscena del Re-Invention Tour della cantante Madonna andato in scena nel 2004. Oltre a mostrare le performance live, le prove dei ballerini il film racconta la vita privata di Madonna: il rapporto con il marito Guy Ritchie e con i figli, Lola e Rocco. Nel documentario viene illustrato anche il viaggio che Madonna, seguace della Kabbalah, fa in Israele al termine della tournée.
Il film, mai uscito nelle sale, è stato distribuito sui canali televisivi (in Italia è andato in onda su Sky e MTV). Nel 2006 è uscito nei negozi il DVD di questo film-documentario abbinato ad un CD dal vivo che contiene alcune canzoni eseguite durante il Re-Invention Tour.